# Dolhasca
Dolhasca ist eine Stadt im Kreis Suceava in der historischen Region Westmoldau in Rumänien.

## Lage
Dolhasca liegt im Vorland der Ostkarpaten, am rechten Ufer des Flusses Siret. Die Kreishauptstadt Suceava befindet sich etwa 35 km nordwestlich.

## Geschichte
Dolhasca wurde zu Beginn des 15. Jahrhunderts – zur Zeit der Regierung von Alexandru cel Bun – erstmals urkundlich erwähnt. 2004 erhielt der Ort den Status einer Stadt.

## Bevölkerung
Bei der Volkszählung 2002 lebten in Dolhasca 11.009 Personen, darunter 9903 Rumänen und 1104 Roma. Etwa 3500 lebten in der eigentlichen Stadt, 7500 in den sieben eingemeindeten Ortschaften.

## Verkehr
Durch die Stadt verläuft die wichtige Bahnstrecke Bukarest–Suceava. Am Bahnhof von Dolhasca halten auch Schnellzüge. Hier zweigt die Nebenbahn nach Fălticeni ab. Dorthin bestehen auch regelmäßige Busverbindungen.

## Sehenswürdigkeiten
- Kloster Probota[5] im 16. Jahrhundert im Ortsteil Probota zählt als UNESCO-Welterbe
- Die orthodoxe Kirche Nașterea Maicii Domnului[6] im Ortsteil Poiana im 19. Jahrhundert errichtet, steht unter Denkmalschutz.[7]

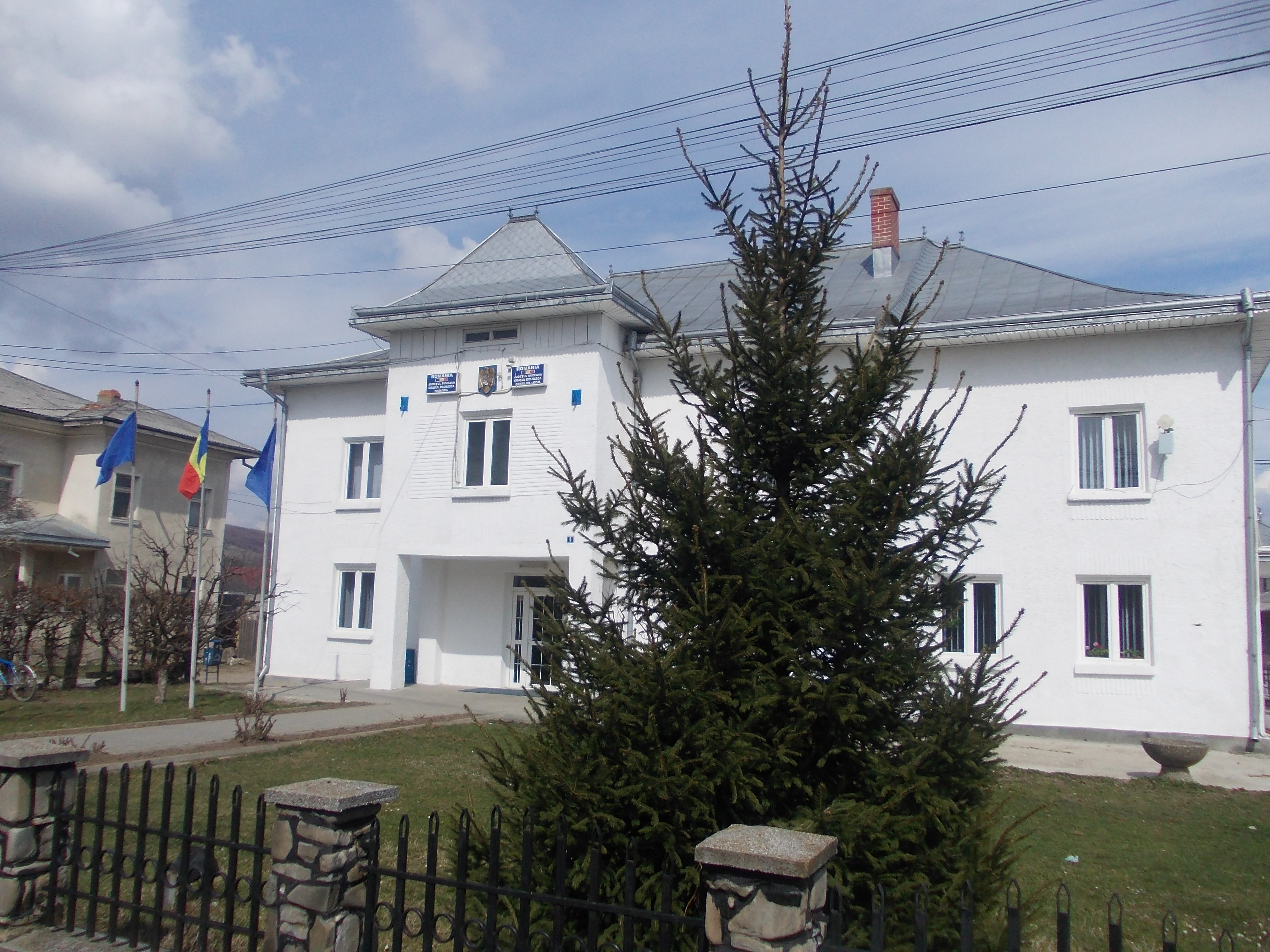
Rathaus
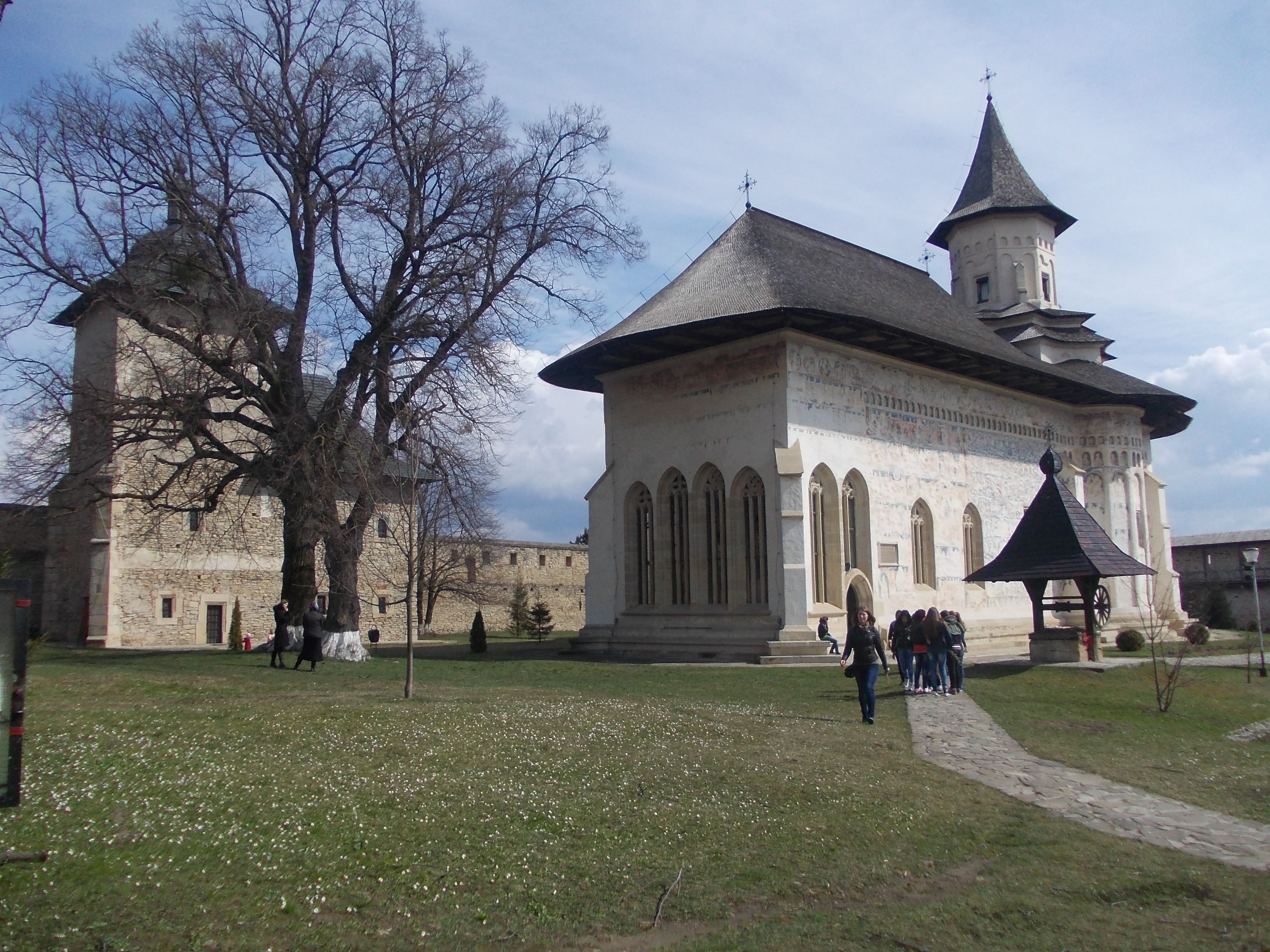
Kloster Probota
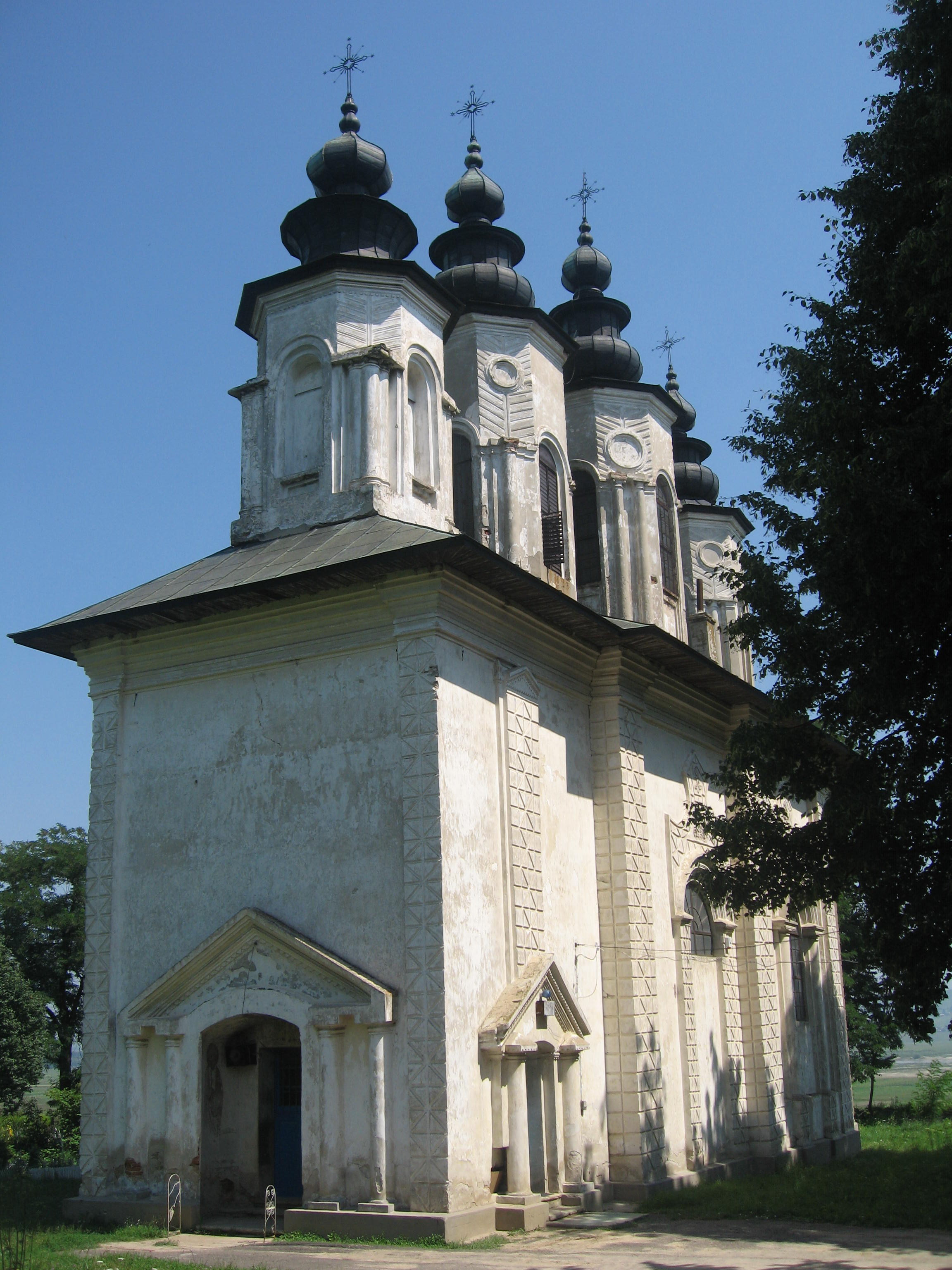
Kirche in Poiana